# Wilec ziemniaczany

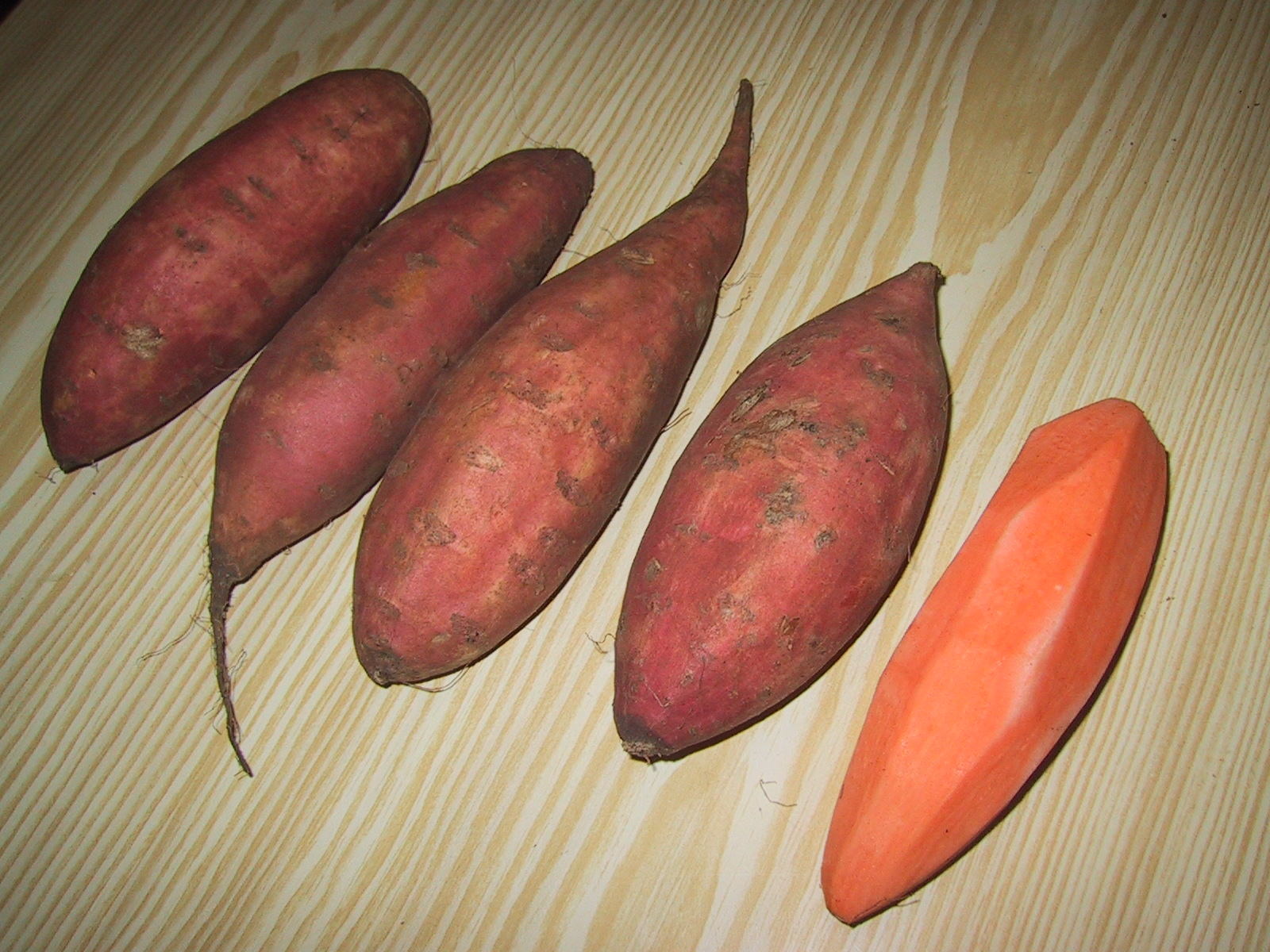
Bulwy batatów

Wilec ziemniaczany, batat, patat, kūmara lub słodki ziemniak (Ipomoea batatas (L.) Lam.) – gatunek byliny należący do rodziny powojowatych. Pochodzi z Ameryki Południowej i Ameryki Środkowej. Nie jest znany w dzikim stanie, jest natomiast popularny w uprawie w całej strefie tropikalnej.

## Morfologia
ŁodygaPłożąca, ukorzeniająca się w węzłach, silnie rozgałęziona, często mięsista, długości do 5 m.
Część podziemnaJadalne bulwy korzeniowe osiągające wagę do 5 kg. Mają biały, różowy lub czerwony miąższ.
LiścieSkrętoległe, ogonkowe i bardzo zmienne. Od głęboko siecznych, z trzema lub większą liczbą klap i z nasadą sercowatostrzałkowatą, do jajowatych z uciętą nasadą. Osiągają 4–15 cm długości i 3–11 cm szerokości.
KwiatyDuże, o długości korony 3–7 cm, zebrane są po 3–4 w kątach liści. Działki kielicha do 1 cm długości, zaostrzone. Korona dzwonkowata lub lejkowata, na zewnątrz jasnoniebieska lub fioletowa, w gardzieli ciemniejsza. W uprawie często nie zakwitają.
OwoceJajowate torebki z dużymi, ciemnymi nasionami, rzadko się zawiązują.

## Uprawa
- Roślina uprawna: powszechnie uprawiany w strefie międzyzwrotnikowej, na obszarach o wilgotnym i ciepłym klimacie. Głównymi producentami są kraje azjatyckie (Chiny, Indonezja, Indie) i kraje afrykańskie (Malawi, Tanzania, Nigeria, Uganda). Istnieje wiele odmian uprawnych o zróżnicowanych barwach i kształtach korzeni bulwiastych.

| Najwięksi producenci batatów (2017) (w mln ton) | Najwięksi producenci batatów (2017) (w mln ton) |
| ----------------------------------------------- | ----------------------------------------------- |
| Chiny                                           | 72,0                                            |
| Malawi                                          | 5,47                                            |
| Tanzania                                        | 4,24                                            |
| Nigeria                                         | 4,01                                            |
| Indonezja                                       | 2,02                                            |
| Etiopia                                         | 2,0                                             |
| Angola                                          | 1,86                                            |
| Uganda                                          | 1,66                                            |
| Stany Zjednoczone                               | 1,62                                            |
| Indie                                           | 1,46                                            |
| Wietnam                                         | 1,35                                            |
| Madagaskar                                      | 1,14                                            |
| Rwanda                                          | 1,08                                            |
| Mali                                            | 1,02                                            |
| Łącznie na świecie                              | 112,84                                          |

## Zastosowanie
- Sztuka kulinarna: spożywane są po ugotowaniu lub upieczeniu. Wytwarza się z nich również mąkę, płatki, skrobię oraz alkohol. Zawierają dużą ilość skrobi (ok. 20%) oraz cukrów (ok. 3%).

## Zmienność
Istnieją dwie główne odmiany batatów: słodka i gorzka. Słodka odmiana jest smaczna, z tego powodu często jej uprawy są niszczone przez insekty i dzikie zwierzęta. Natomiast odmiana gorzka jest trująca, dlatego też nie jest jadana przez szkodniki. Aby była jadalna dla ludzi, najpierw trzeba obrać bulwę ze skóry, w której jest najwięcej toksyn, a następnie wystawić na tacy na działanie promieni słonecznych. Pod wpływem słońca toksyny z pozostałej części bulwy zostaną usunięte. Taca jest potrzebna po to, żeby z bulwy wypłynęła część soków (teraz zdatnych do picia).

## Bataty a wzdęcia
Bataty zawierają rafinozę, jeden z cukrów odpowiedzialnych za wzdęcia. Trzy cukry występujące w tkankach roślinnych: rafinoza, stachioza i werbaskoza, nie są trawione w górnym odcinku przewodu pokarmowego i ulegają fermentacji przez bakterie jelita grubego, w wyniku czego powstają gazy wzdęciowe, takie jak wodór i dwutlenek węgla. Poziom rafinozy zależy od odmiany batatów. 

## Wartości odżywcze bulw
Bulwy batata są cennym źródłem składników odżywczych, z głównym udziałem węglowodanów, takich jak skrobia i cukry proste. Odmiany o żółtym miąższu charakteryzują się dodatkowo wysoką zawartością karotenów, co czyni je jeszcze bardziej wartościowymi. Bataty wyróżniają się delikatną, soczystą konsystencją oraz słodkawym smakiem, co zwiększa ich popularność zarówno w żywieniu ludzi, jak i zwierząt. W porównaniu z ziemniakami, bataty mają podobny skład chemiczny, ale znacznie wyższą zawartość suchej masy, co stanowi ich istotną zaletę.
Bulwy batata są bogate w białko, tłuszcze oraz witaminy rozpuszczalne w tłuszczach, a także minerały, takie jak wapń (30 mg/100 g), fosfor (49 mg), potas (373 mg), sód (13 mg), magnez (24 mg), siarka (26 mg), chlor (85 mg), żelazo (0,8 mg) i jod (4,5 mg). Dodatkowo zawierają śladowe ilości takich pierwiastków jak mangan, miedź, molibden czy selen. Wyniki badań nad odmianą ‘Cananua’ z regionu środkowowschodniej Polski potwierdziły obecność w świeżej masie bulw takich składników jak: 15,94–26,24% skrobi, 2,14–2,53% cukrów (w tym 1,01–1,38% cukrów redukujących), 1,29–1,78% białka ogólnego, 0,82–1,12% włókna surowego, 1,04–1,49% związków mineralnych oraz 20–26% witaminy C. Te dane podkreślają wszechstronne zastosowanie batatów w diecie i ich wartość odżywczą .